# Кліноедрит
Кліноедрит — рідкісний силікатний мінерал. За хімічним складом — водний силікат кальцію і цинку; CaZn(SiO4)·H2O. Він кристалізується в моноклінній системі і зазвичай зустрічається у вигляді прожилок і покриттів тріщин. Зазвичай безбарвний, від білого до блідо-аметистового кольору. Має ідеальну спайність, а кристали мають алмазний блиск. Твердість за Моосом 5,5, питома вага 3,28–3,33.
Під ультрафіолетовим світлом кліноедрит флуоресціює насиченим оранжевим кольором. Він часто асоціюється з такими мінералами, як гардистоніт (флуоресціює фіолетово-блакитним), есперит (флуоресціює яскраво-жовтим), кальцит (флуоресціює оранжево-червоним), франклініт (не флуоресціює) і віллеміт (флуоресціює зеленим).
Кліноедрит був знайдений в основному в цинкових копальнях Франкліна в Нью-Джерсі (це типова місцевість), також повідомлялося про знахідки у руднику «Крістмас», округ Гіла, Аризона, і в золотому поясі Західного Квінлінга, провінція Ганьсу, Китай.
Вперше описаний у 1898 році та отримав назву за свою кристалічну морфологію від грец. κλίνω («кліно»), що означає «нахил», і грец. ἕδρα («едра»), що означає «обличчя».